# 김태랑
김태랑(金太郞, 1943년 10월 1일 ~ )은 대한민국의 정치인이다. 제15대 국회의원을 지냈다.

## 학력
- 대건고등학교 졸업
- 국립부경대학교 식품공학과

## 경력
- (전) 민주당 최고위원
- (전) 국회사무총장
- 대한민국헌정회 헌정회관증·개축특별위원회 위원장
- 대한민국헌정회 헌정회관건립특별위원회 위원장

## 역대 선거 결과
|  | 25.3% |

|  | 26.59% |

|  | 38.26% |

## 같이 보기
- 대한민국 제15대 국회의원 선거 새정치국민회의 비례대표#후보 목록
- 대한민국의 국회사무총장

## 가족 관계
- 배우자 : 김진숙
  - 딸 : 김서진
    - 사위 : 최창학